# Bagábag
Bagábag es un municipio filipino de cuarta categoría perteneciente a la provincia de Nueva Vizcaya en la Región Administrativa de Valle del Cagayán, también denominada Región II.

## Geografía
Tiene una extensión superficial de 183.90 km² y según el censo del 2007, contaba con una población de 32.787 habitantes y 7.441 hogares; 35.462 habitantes el 1 de mayo de 2010
Arrozales en terrazas de las cordilleras de Filipinas, bien declarado como Patrimonio de la Humanidad por la Unesco en el año 1995 y declarado en peligro entre los años 2001 y 2012..

### Barangayes
Bagábag se divide administrativamente en 17 barangayes o barrios, 3 de  carácter rural y los cuatro restantes de  carácter urbano: San Gerónimo, San Pedro,  Villa Coloma y Quirino.
| - Bakir - Baretbet - Careb - Lantap - Murong - Nangalisan - Paniki - Pogonsino - Quirino | - San Geronimo - Santa Cruz - Santa Lucia - San Pedro - Tuao del Norte - Tuao del Sur - Villa Coloma - Villaros |

## Política
Su Alcalde (Mayor) es Néstor M. Sevillena.

## Historia
El 7 de octubre de 1741 el sacerdote católico español Antonio del Campo establece un poblado en el lugar conocido como  Nagcumventuan, sito entre Pogonsino y Bangar.
La iglesia parroquial católica, que data 1743, tuvo como primer cura párroco a Luis Sierra, siendo Alejandro Vidal vicario provincial.
Tanto por la continua erosión terreno como por las inundaciones causadas por el río Magat, afluente del Río Grande de Cagayán, el padre Vidal traslada la población a Nassa, entre Lantap y Santa Lucía, para más adelante implantarla en su actual emplazamiento.
No es posible dar cuenta de la fecha en que se fundó la actual ciudad de Bagábag ya que los registros fueron destruidos durante la Segunda Guerra Mundial.
Los nativos denominaban Bagbag al burí, una palma de tronco alto, muy grueso y derecho, hojas por extremo grandes, de forma de parasol, flores que forman una gran panoja, fruto de drupa globosa, y semilla redonda, membranácea y dura. De la médula del tronco se obtiene el sagú; de las espatas de las flores, la tuba, y de las hojas, un filamento textil.

## Fiestas locales
- Festival Pabbalat entre los días 26 y 29 de septiembre.
- Fiesta patronal en honor de San Jerónimo el día 30 de septiembre.[6]